# Депутаты Сената Парламента Казахстана III созыва
Полномочия сената парламента Республики Казахстан III созыва начались с открытием его первой сессии 3 ноября 2004 года и завершились с началом работы первой сессии парламента IV созыва 1 сентября 2007 года.
Полномочия депутатов сената, избранных в 2002 году, в соответствии с конституционными нормами, продолжались в III созыве.
19 августа 2005 года состоялись выборы депутатов сената в связи с окончанием в декабре 2005 года срока полномочий депутатов, избранных 17 сентября 1999 года.

## Список депутатов сената III созыва
Всего за период полномочий сената III созыва его депутатами были 48 человек.
| ФИО                                  | Срок полномочий депутата сената | Комментарий |
| ------------------------------------ | ------------------------------- | --- |
| Абайдильдин, Талгатбек Жамшитович    | 2005—2017                       | Избран от Восточно-Казахстанской области в 2005 и 2011 годах |
| Абдильдин, Жабайхан                  | 1996—2005                       | Избран от города Алматы |
| Абыкаев, Нуртай Абыкаевич            | 2004—2007, 2015—2017            | Назначен указом президента |
| Алесин, Владимир Иванович            | 2003—2005                       | Назначен указом президента |
| Алтынбаев, Мухтар Капашевич          | 2010—2017                       | Назначен указом президента 8 апреля 2010 года |
| Аман, Евгений Иосифович              | 1999—2011                       | Избран от Костанайской области в 1999 и 2005 годах |
| Ахметов, Кабдыгали Николаевич        | 2002—2008                       | Избран от Западно-Казахстанской области в 2002 году |
| Ахметов, Рашит Сайранович            | 1999—2017                       | Избран от Западно-Казахстанской области в 2005 и 2011 годах |
| Аяганов, Серик Акпенович             | 2005—2011                       | Избран от Акмолинской области в 2005 году |
| Байгелди, Омирбек                    | 1996—2011                       | Избран от Жамбылской области в 1995, 1999 и 2005 годах |
| Батталова, Зауреш Кабылбековна       | 1999-2005                       | Избрана от Восточно-Казахстанской области |
| Башмаков, Анатолий Афанасьевич       | 2002—2014                       | Избран от Северо-Казахстанской области в 2002 и 2008 годах |
| Бижанов, Ахан Хусаинович             | 2005—2017                       | Избран от города Алматы в 2005 и 2011 годах |
| Булекпаев, Аманжол Куанышевич        | 1999—2011                       | Избран от города Астаны в 1999 и 2005 годах |
| Бурлаков, Леонид Николаевич          | 1996—2011                       | Избран от Мангистауской области в 1995, 1999, 2005 годах |
| Галимов, Фарит Хабибрахманович       | 1999—2011                       | Избран от города Астаны в 1999 и 2005 годах |
| Гусинский, Александр Владимирович    | 1996—1999, 2002—2008            | Избран от Восточно-Казахстанской области в 1996 и 2002 годах |
| Джалмагамбетова, Светлана Жакияновна | 2003—2014                       | Избрана от Акмолинской области в 2003 и 2008 годах |
| Джолдасбаева, Нурлыгаим Чалдановна   | 2003—2011                       | Назначена указом президента |
| Досманбетов, Бакберген Сарсенович    | 1999—2011                       | Избран от города Кызылординской области в 1999 и 2005 годах |
| Есимханов, Сагындык Ольмесекович     | 1999—2005                       | Избран от Павлодарской области |
| Жексембинов, Жомарткали Баясилович   | 2002—2008                       | Избран от Алматинской области |
| Жумабаев, Ермек Жианшинович          | 1996—2014                       | Избран от Павлодарской области |
| Иманкулов, Идельбай Исламович        | 1999—2011                       | Избран от Актюбинской области |
| Исабеков, Шамсат Жаксылыкович        | 2002—2008                       | Избран от Жамбылской области |
| Ищанов, Кайрат Кыдрбаевич            | 2005—2017                       | Избран от Атырауской области в 2005 и 2011 годах |
| Кайсаров, Уалихан Абишевич           | 1999—2011                       | Избран от Карагандинской области |
| Какишев, Жандарбек Шамильевич        | 1999—2011                       | Избран от Атырауской области |
| Кекилбаев, Абиш                      | 2002—2010                       | Назначен указом президента |
| Кист, Виктор Эдуардович              | 2003—2005                       | Избран от Карагандинской области |
| Копеев, Мухамбет Жуманазарулы        | 2005—2011                       | Назначен указом президента |
| Кубайчук, Юрий Алексеевич            | 2002—2014                       | Избран от Карагандинской области в 2002 и 2008 годах |
| Кужагалиев, Аскар Урынбасарович      | 1999—2005                       | Избран от Атырауской области |
| Машани, Абылхан                      | 1999—2005                       | Избран от Мангистауской области |
| Меркель, Иоган Давидович             | 2005—2008                       | Назначен указом президента |
| Нигматулин, Ерлан Зайруллаевич       | 2011—2015                       | Назначен указом президента |
| Нургалиев, Жакай Жубаевич            | 2005—2011                       | Избран от Жамбылской области |
| Нурманбетов, Нусупжан Нурманбетович  | 1996—2011                       | Избран от Алматинской области |
| Рахманбердиев, Орынбай               | 2002—2014                       | Избран от Южно-Казахстанской области в 2002 и 2008 годах |
| Сагиндыков, Елеусин Наурызбаевич     | 2002—2004, 2011—2017            | Избран от Актюбинской области в 2011 году |
| Сапиев, Оналбек                      | 1997—2008                       | Избран от Кызылординской области |
| Сарсенкулов, Жансеит Сарсекулович    | 2005—2011                       | Избран от Мангистауской области |
| Симамбаев, Тасбай Кабашевич          | 1996—2011                       | Избран от Северо-Казахстанской области |
| Султанов, Куаныш Султанович          | 2001—2011                       | Назначен указом президента |
| Сыздыков, Амангельды Хамзинович      | 1999—2005                       | Избран от Акмолинской области |
| Токаев, Касым-Жомарт Кемелевич       | 2007—2011, 2013—2019            | Назначен указом президента. С 11 января 2007 по 15 апреля 2011 года и с 16 октября 2013 по 20 марта 2019 года — председатель сената. 20 марта 2019 года вступил в должность президента Казахстана как председатель сената парламента после отставки Нурсултана Назарбаева |
| Турегельдинов, Жумабек Сулейменович  | 2002—2014                       | Избран от города Алматы в 2002 и 2008 году |
| Туткушев, Бексултан Серикпаевич      | 1996—2008                       | Избран от Костанайской области |
| Утебаев, Мусиралы Смаилович          | 2002—2008                       | Назначен указом президента |